# Головне управління Національної поліції в Харківській області
Головне управління Національної поліції в Харківській області — територіальний підрозділ Національної поліції України в Харківській області, утворений в 2015 році шляхом реструктуризації ГУ МВС України в Харківській області. Основними завданнями відомства є забезпечення безпеки, прав і свобод громадян, припинення і розкриття злочинів, охорона громадського порядку.

## Структурні та територіальні підрозділи

### Структурні підрозділи

#### Кримінальна поліція
- Управління карного розшуку
- Управління боротьби зі злочинами, пов'язаними з торгівлею людьми
- Управління протидії наркозлочинності

#### Патрульна поліція
- Управління превентивної діяльності

#### Поліція особливого призначення
- Управління Корпусу оперативно-раптової дії
- Відділ міжнародного поліцейського співробітництва
- Управління організаційно-аналітичного забезпечення та оперативного реагування
  - Відділ правового забезпечення
  - Відділ комунікації
  - Відділ організації діяльності ізоляторів тимчасового тримання
- Управління кадрового забезпечення
- Управління фінансового забезпечення та бухгалтерського обліку
  - Сектор з питань пенсійного забезпечення
- Відділ внутрішнього аудиту
- Управління логістики та матеріально-технічного забезпечення
- Відділ документального забезпечення
- Управління режиму та технічного захисту інформації
- Управління інформаційно-аналітичної підтримки
- Управління зв'язку та телекомунікацій
- Вибуховотехнічне управління
- Сектор спеціального зв'язку

### Територіальні підрозділи
- Берестинський районний відділ
  - Відділення у Сахновщині
  - Сектор поліцейської діяльності у Зачепилівці
  - Сектор поліцейської діяльності у Кегичівці
- Богодухівський районний відділ
  - Відділення у Валках
  - Відділення у Золочеві
  - Сектор поліцейської діяльності у Краснокутську
- Ізюмське районне управління
  - Відділ у Балаклії
  - Сектор поліцейської діяльності у Боровій
- Куп'янський районний відділ
  - Відділ поліцейської діяльності у Шевченковому
  - Відділення поліції у Великому Бурлуку
  - Сектор поліцейської діяльності у Дворічній
- Лозівський районний відділ
  - Відділення у Златополі
  - Сектор поліцейської діяльності у Близнюках
- Харківське районне управління (перше)
  - Відділ №1 у Харкові
  - Відділ №2 у Харкові
  - Відділ у Мерефі
  - Відділення з обслуговування аеропорту у Харкові
  - Відділення у Люботині
  - Відділення у Новій Водолазі
  - Сектор поліцейської діяльності з обслуговування транспортної інфраструктури у Харкові
- Харківське районне управління (друге)
  - Відділ №1 у Харкові
  - Відділ №2 у Харкові
  - Відділення поліції (Слобожанське)
- Харківське районне управління (третє)
  - Відділ №1 у Харкові
  - Відділ №2 у Харкові
  - Відділ у Дергачах
  - Відділення з обслуговування залізничної станції у Харкові
- Чугуївське районне управління
  - Відділ у Вовчанську
  - Відділ у Змієві
  - Сектор поліцейської діяльності на воді у Старому Салттові
- Відділ поліції в метрополітені
- Відділ спеціальної поліції

### Окремі підрозділи
- Центр обслуговування підрозділів
- Музей

#### Патрульна поліція
- Приймальник-розподільник для дітей
- Кінологічний центр
- Тренінговий центр
- Ізолятори тимчасового тримання:
  - ІТТ № 1 у Харкові
  - ІТТ № 2 у Богодухові
  - ІТТ № 3 у Лозовій
  - ІТТ № 4
  - ІТТ № 5 у Златополі
  - ІТТ № 6
  - ІТТ № 7
  - ІТТ № 8
- Батальйон поліції особливого призначення
- Батальйон патрульної служби поліції особливого призначення «Харків»
- Рота патрульної служби поліції особливого призначення «Схід»
- Батальйон конвойної служби

## Керівники поліції в Харківській області

### Начальники УНКВС по Харківській області
- Карлсон Карл Мартинович (1934—1936)[1]
- Мазо Соломон Самойлович (1936—1937)
- Телешев Григорій Галактіонович (1938)
- Кобизев Григорій Михайлович (1938—1939)
- Кувшинов Микола Іванович (1939)
- Сафонов Петро Сергійович (1939—1941)
- Тихонов Павло Павлович (1941)
- Сафонов Петро Сергійович (1941—1943)
- Верьовка Никанор Іванович  [Архівовано 29 листопада 2021 у Wayback Machine.] (1944—1950)
- Булига Андрій Євстафович  [Архівовано 29 листопада 2021 у Wayback Machine.] (1950—1953)

### Начальники УМДБ по Харківській області
- Тихонов Павло Павлович (1943 — 24 листопада 1945)
- Чермних Олексій Олексійвич (24 листопада 1945 — 13 лютого 1951)
- Демидов Олексій Петрович (13 лютого 1951 — 19 березня 1953)
- Єсипенко Данило Іванович (11 червня 1953 — 21 вересня 1953)
- Решетков Микола Антонович (21 вересня 1953 — 1954)  [Архівовано 29 листопада 2021 у Wayback Machine.]

### Начальники УВС Харківського облвиконкому
- Покус Іван Іванович  [Архівовано 29 листопада 2021 у Wayback Machine.] (1954—1974)
- Фещенко Петро Васильович  [Архівовано 29 листопада 2021 у Wayback Machine.](1974—1975)
- Михайлюк Микола Тимофійович  [Архівовано 29 листопада 2021 у Wayback Machine.] (1975—1984)
- Бандурка Олександр Маркович (1984—1991)

### Начальники УМВС України в Харківській області
- Бандурка Олександр Маркович (1991—1994)
- Музика Віталій Миколайович  [Архівовано 29 листопада 2021 у Wayback Machine.](1994—1999)
- Гапон Александр Андрійовий  [Архівовано 29 листопада 2021 у Wayback Machine.] (листопад 1999 — квітень 2001)
- Гусаров Сергій Миколайович (2001—2003)
- Сліпченко Анатолій Євгенович [Архівовано 29 листопада 2021 у Wayback Machine.] (2003—2004)

### Начальники ГУ МВС України в Харківській області
- Денісюк Станислав Федорович [Архівовано 29 листопада 2021 у Wayback Machine.] (2004–2005)
- Репешко Ігор Володимирович (2005-2007)
- Крижановський Станислав Вікторович [Архівовано 29 листопада 2021 у Wayback Machine.]  [Архівовано 29 листопада 2021 у Wayback Machine.](31 травня 2007 – 26 червня 2008)
- Развадовський Віктор Йосипович  [Архівовано 29 листопада 2021 у Wayback Machine.](2008–2009)
- Мартинов Михайло Данилович [Архівовано 29 листопада 2021 у Wayback Machine.] (2010–2011)
- Козицький Віктор Іванович [Архівовано 29 листопада 2021 у Wayback Machine.] (жовтень 2011 – березень 2013 року)
- Демченко Олег Михайлович  [Архівовано 29 листопада 2021 у Wayback Machine.] (2013–2014)
- Дмитрієв Анатолій Анатолійович (2014—2015)

### Начальники ГУНП України в Харківській області
- Дмитрієв Анатолій Анатолійович (2015–2017)
- Бех Олег Володимирович (2017–2019)
- Сокуренко Валерій Васильович (квітень 2019 – грудень 2020)
- Рубель Андрій Миколайович (грудень 2020 – серпень 2021)
- Перлін Станіслав Ігорович (01 вересня 2021 – 24 лютого 2022)
- Тимошко Володимир Володимирович (24 лютого 2022 – 09 листопада 2024)
- Токар Петро Танасійович (з 12 листопада 2024)